# Raimund Allebrand
Raimund Allebrand (* 1955 in Prüm) ist ein deutscher Sachbuchautor, Publizist und existenzieller Therapeut mit Praxis für Beratung, Coaching und Supervision in Bonn.

## Beruflicher Werdegang
Nach Schulzeit und Abitur in Köln studierte Raimund Allebrand Philosophie, katholische Theologie und Psychologie in Bonn und Freiburg im Breisgau; es folgten berufliche Tätigkeiten in Hochschule (Universität Bonn) und Erwachsenenbildung. Nach einem längeren Forschungsaufenthalt in Südspanien und Volontariat als Nachrichtenjournalist arbeitete Allebrand als Hörfunkredakteur in Köln (Deutsche Welle und Deutschlandfunk) und als Dozent in der Journalistenausbildung, als Kulturmanager für den spanischen Sprachraum sowie freiberuflich als Fachjournalist und Buchautor; langjährige Tätigkeit als Geschäftsführer der AFIB-Arbeitsgemeinschaft für interkulturelle Begegnung e.V. in Bonn. Zahlreiche Arbeitsaufenthalte in Ländern Lateinamerikas und auf der Iberischen Halbinsel. 
Raimund Allebrand leitet seit 2005 das IFIB – Institut für interkulturelle Beratung in spanischer Sprache (Bonn), daneben eine eigene Praxis für Psychotherapie (nach HPG),  psychodynamisches Coaching und Supervision sowie Dozententätigkeit in Erwachsenenbildung und psychotherapeutischer Fortbildung.

## Mitgliedschaften/Ämter
Allebrand ist u. a. Mitbegründer und Vorstand der AFIB – Arbeitsgemeinschaft für interkulturelle Begegnung e.V. in Bonn und Gründungsvorstand der Deutschen Gesellschaft für existenzielle Analyse und Psychotherapie (DGEAP).

## Werke (Auswahl)
- Die Burnout-Lüge: Ganz normaler Wahnsinn. Wie man mit Coolness sein Leben ruiniert. EHP – Verlag Andreas Kohlhage 2012, ISBN 3-897-97077-5
- Alles unter der Sonne. Irrtümer und Wahrheiten über Spanien. Horlemann 2007, ISBN 3-895-02240-3
- Terror oder Toleranz? Spanien und der Islam. Horlemann 2004, ISBN 3-895-02188-1
- Tango. Das kurze Lied zum langen Abschied. Psychologie des Tango Argentino. Horlemann Verlag 1998, ISBN 3-895-02088-5
- Die Erben der Maya. Indianischer Aufbruch in Guatemala. Horlemann 1997, ISBN 3-895-02063-X

Als Herausgeber und Autor u. a.:
- Beiträge zur interkulturellen Begegnung. Schriftenreihe der AFIB – Arbeitsgemeinschaft für interkulturelle Begegnung e.V., Bonn 1985 ff.